# 우에바야시 세이지
우에바야시 세이지(일본어: 上林 誠知, 1995년 8월 1일 ~ )는 일본의 야구 선수이자,센트럴 리그 속이다 주니치 드래곤즈의 소속 선수(외야수)이다.